# 黑森-卡塞爾的瑪麗·弗蕾德里克 (1804年)
黑森-卡塞爾的瑪麗·弗蕾德里克（德語：Marie Friederike von Hessen-Kassel，1804年9月6日—1888年1月1日），薩克森-邁寧根公爵夫人，黑森選侯威廉二世的女兒。

## 家庭
1825年，瑪麗·弗蕾德里克與薩克森-邁寧根公爵博恩哈德二世結婚，兩人共有1子1女：
1. 格奧爾格（1826年—1914年）
2. 奧古斯塔（1843年—1919年）